# Johnny Mnemonico
Johnny Mnemonico (Johnny Mnemonic) è un racconto di fantascienza di William Gibson, pubblicato nel 1981 e candidato al premio Nebula per il miglior racconto breve nello stesso anno.
Dall'opera è stato liberamente tratto il film Johnny Mnemonic del 1995.

## Storia editoriale
Il racconto, appartenente al filone cyberpunk, venne scritto nel 1980 ed è la seconda prova dell'autore in campo narrativo; venne pubblicato nel 1981 nel numero di maggio della rivista Omni e successivamente incluso nell'antologia La notte che bruciammo Chrome (Burning Chrome) del 1986.
Johnny Mnemonico introduce lo scenario cyberpunk della Trilogia dello Sprawl composta dai tre romanzi successivi Neuromante (Neuromancer 1984), Giù nel ciberspazio (Count Zero 1986) e Monna Lisa Cyberpunk (Mona Lisa Overdrive 1988). Come anche i successivi racconti La notte che bruciammo Chrome (Burning Chrome, 1981) e New Rose Hotel (1984), ricorda lo stile hard boiled degli anni trenta ed è narrato in prima persona dal protagonista.
L'opera è stata candidata nel 1982 al premio Nebula per il miglior racconto breve pubblicato nel 1981.

## Trama
(William Gibson, Johnny Mnemonico)
Johnny è un contrabbandiere di dati, che trasporta entro un impianto cibernetico impiantato nel cervello. Il sistema gli permette di memorizzare una grande quantità di informazioni criptate, ma non gli consente di poterle scaricare a piacimento poiché protette da una password nota solamente al destinatario. I suoi clienti sono pericolosi criminali, tra cui Ralfi Face. Quest'ultimo scopre troppo tardi che i dati affidati a Johnny erano stati sottratti alla Yakuza, e rifiuta di scaricare le informazioni e di pagare Johnny, temendo ritorsioni.
Johnny avvicina Ralfi in un locale, il Drome, e lo minaccia con un fucile a canne mozze per costringerlo a farsi dare la password necessaria per liberarsi delle informazioni. Lewis, la guardia del corpo di Ralfi, lo immobilizza utilizzando un'apparecchiatura elettronica che agisce sulle terminazioni nervose di Johnny. A salvarlo giunge inaspettata  Molly Million, una ragazza chirurgicamente e geneticamente modificata che lavora come guardia del corpo. Intuendo la possibilità di un ingaggio, uccide Lewis, mette fuori uso il "disruttore neuronale" e mette in salvo Johnny fuori dal locale, costringendo Ralfi a seguirli. Davanti al Drome li aspetta un killer della Yakuza, anch'egli modificato con un pollice artificiale che nasconde un tagliente filamento monomolecolare. Il killer uccide Ralfi ma non riesce a eliminare Johnny, che gli spara con il suo fucile, mettendolo temporaneamente in fuga.
Molly ha un'idea per forzare la password che impedisce di scaricare le informazioni custodite nella testa di Johnny, e si reca in un Luna park dove, in una vasca, vive Jones, un delfino senziente. L'animale è il frutto di sperimentazioni genetiche e cibernetiche della Marina militare, che per costringerlo a lavorare in operazioni di guerra lo aveva modificato chirurgicamente e reso tossicodipendente. Tra gli impianti di Jones vi è uno SQUID che riesce a eludere il blocco dei dati, e a rivelare la password per scaricare le informazioni dalla testa di Johnny. Molly e Johnny scoprono che i dati scaricati sono i progetti su rivoluzionarie invenzioni della multinazionale Ono-Sendai, che la Yakuza aveva rubato per ricattare l'azienda. I due fanno un backup dei progetti, inviando un campione dei dati alla mafia giapponese e minacciando di rendere pubbliche il resto delle informazioni qualora fossero stati uccisi.
Durante la fuga Molly e Johnny si accorgono di essere ancora seguiti dal killer del Drome e si rifugiano nei bassifondi della città, in realtà situata in cima alla cupola che protegge l'intero insediamento urbano, dove vive una comunità di ragazzi, i Lo Tek, che rifiuta la tecnologia. Il loro capo, Cane, è amico di Molly e concede ai fuggitivi rifugio e aiuto. Quando il killer li raggiunge, Molly lo sta aspettando sul "Campo della Morte", un'arena di gioco formata da cavi sospesi sui quali i Lo Tek si affrontano in un pericolosissimo sport. Molly ha scelto questa arena per disorientare il killer, ed è infatti più veloce ed imprevedibile, risucendo infinie ad ucciderllo. L'epilogo vede Johnny e Molly trasferirsi stabilmente con i Lo Tek, di cui cominciano a copiare anche alcune procedure di chirurgia estetica. Grazie all'aiuto di Jones, diventato loro socio in affari, man mano recuperano tracce di informazioni depositate nell'impianto cerebrale di Johnny dai suoi precedenti clienti, per rivenderle al miglior offerente.

## Personaggi
JohnnyContrabbandiere di informazioni. Ha un impianto cerebrale che gli permette di nascondere nella testa una quantità impressionante di dati che possono essere scaricati solo dall'acquirente, in possesso di password.
Ralfi FacePericoloso criminale. Ha assoldato Johnny per contrabbandare delle informazioni inconsapevolmente sottratte alla Yakuza. Accortosi dell'errore, decide di non liberare Johnny dalle informazioni nascoste nel suo cervello per evitare ritorsioni. Viene comunque ucciso da un killer della mafia giapponese.
Molly MillionGuardia del corpo chirurgicamente e geneticamente modificata. Propone prima i suoi servigi a Ralfi Face ma accetta l'ingaggio di Johnny che le offre una cifra nettamente superiore. È dotata di unghie retrattili affilate come rasoi, capacità atletiche artificialmente potenziate e impianti ottici che ne aumentano la vista. Riappare nel romanzo Neuromante e, con il nome di Sally Shears, in Monna Lisa Cyberpunk entrambi scritti dallo stesso Gibson.
JonesÈ un delfino senziente e tossicodipendente, risultato di manipolazioni genetiche e innesti militari che lo hanno trasformato in un cyborg. È capace di forzare i codici che proteggono le informazioni immagazzinate nei cervelli dei corrieri di informazioni. A lui si rivolgono Molly e Johnny per recuperare i dati custoditi nella sua mente.
CaneIl giovane capo della comunità Lo Tek che vive nei bassifondi della città. Amico di Molly.

## Opere derivate
Nel 1995 dal racconto è stato tratto il film Johnny Mnemonic per la regia di Robert Longo con l'attore Keanu Reeves nella parte del protagonista. Alla sceneggiatura, scritta dieci anni dopo la pubblicazione del racconto che ha ispirato la pellicola, ha lavorato lo stesso Gibson in stretta collaborazione con il regista.
In occasione dell'uscita dell'omonimo film, sempre nel 1995, è stato pubblicato un volume che conteneva il racconto accompagnato dalla sceneggiatura originale.

## Edizioni
- William Gibson, Johnny Mnemonic, pubblicato in (EN) AA.VV., Omni, maggio 1981.
- (EN) William Gibson, Burning Chrome, 1ª ed., Arbor House, 1986,  p. 200, ISBN 0-87795-780-0.
- William Gibson, La notte che bruciammo Chrome, traduzione di Delio Zinoni, prefazione di Bruce Sterling, Urania n. 1110, Arnoldo Mondadori Editore, 1989,  p. 176.
- (EN) William Gibson, Johnny Mnemonic - The Screenplay and the Story, Ace Books, 1995,  p. 162, ISBN 978-0-441-00234-4.
- William Gibson, La notte che bruciammo Chrome, Piccola biblioteca Oscar Mondadori, Mondadori, 1999, ISBN 88-04-47137-9.